# Баби (бог)
Баби, също Баба е един от боговете, изобразяван с животински черти по фигурата (с черти на примати) в египетската митология. Изобразяван е като песоглавец. Той е покровител на един от множеството видове маймуни – Хамадрил (черна, особено грозна маймуна). Когато някой гамадрил умре, той го следва и в Подземното царство (Царството на мъртвите).